# 장월
장월(張越 ? ~ ?)은 초한쟁패기 ~ 전한 초기의 군인이다.

## 행적
한왕 5년(기원전 202년), 기도위로서 동원(東垣)에서 고제를 따랐고, 진희의 반란 진압에 종군하였다. 옹치의 휘하에서 활약하였고, 공을 세워 임후(任侯)에 봉해지고 거기장군이 되었다.
고후 3년(기원전 185년), 죄인을 숨겨준 죄로 주살될 위기에 처하였으나 사면받아 서인(庶人)이 되었고, 작위는 박탈되었다.

## 출전
- 사마천, 《사기》 권18 고조공신후자연표(高祖功臣侯者年表)
- 반고, 《한서》 권16 고혜고후문공신표(高惠高后文功臣表)

| 선대 (첫 봉건) | 전한의 임후 기원전 201년 ~ 기원전 185년 | 후대 (봉국 폐지) |